# Bengkel (Kediri)
Bengkel is een bestuurslaag in het regentschap Tabanan van de provincie Bali, Indonesië. Bengkel telt 2269 inwoners (volkstelling 2010).